# Johann Matthias Nester
Johann Matthias Nester (* 7. März 1622 in Kulmbach; † 31. Januar 1679 in Schneeberg) war ein deutscher Arzt, der als Leibarzt in Diensten der Markgrafen von Brandenburg-Bayreuth und des sächsischen Kurfürsten stand.

## Frühes Leben und Ausbildung
Johann Matthias Nester wurde am 7. März 1622 in Kulmbach als Sohn des kursächsischen Leibarztes Johann Nester und seiner Ehefrau Maria Schröter geboren. Maria war die Tochter des Jenaer Medizinprofessors Philipp Jacob Schröter und seiner Frau Margarete Seling. Aufgrund der beruflichen Verpflichtungen seines Vaters besuchte Nester zunächst die Lateinschule in Schneeberg und wechselte 1627 an die Lateinschule in Rochlitz. Nester immatrikulierte sich zunächst im Sommersemester 1635 als Nicht-Vereidigter an der Universität Leipzig, wo er eine Gebühr von 10 Groschen zahlte, besuchte aber auch seit dem 8. August 1636 die Fürstenschule in Grimma. Im April 1640, während des Dreißigjährigen Krieges, holten seine Eltern ihn wegen der Bedrohung durch schwedische Truppen nach Hause zurück.
Am 30. Juli 1640 wurde er in Leipzig offiziell als Student aufgenommen. Sein Studium setzte er im Wintersemester 1643 an der Universität Jena fort, wo er bei Gottfried Möbius im Januar 1644 disputierte, allerdings ohne einen akademischen Grad anzugeben. Seine Promotion erfolgte schließlich im Jahr 1649 in Jena.

## Beruf
Johann Matthias Nester reiste 1645 anlässlich der Beerdigung seiner Tante Barbara Elisabeth Röhling, geb. Schröter, nach Schneeberg. Dort nutzte Nester die Gelegenheit, in der Stadt medizinisch tätig zu werden, da kein anderer Arzt verfügbar war. Obwohl er bereits seit 1645 in Schneeberg praktizierte, wurde er am 14. April 1649 offiziell zum Stadtarzt ernannt. Da er jedoch noch keine formelle Promotion vorweisen konnte, kehrte er am 12. Juni nach Jena zurück, wo er am 29. Juni zum Lizentiaten und am 18. September zum Doktor der Medizin promoviert wurde, unter der Leitung von Werner Rolfinck.
1654 wechselte er kurzzeitig nach Altenburg und diente ab 1655 als Leibarzt der brandenburgischen Markgräfin Magdalena Sibylla, die 1638 den Kurprinzen Johann Georg II. geheiratet hatte. 1662 wurde Nester zum Leibarzt von Erdmuthe Sophie, der Tochter von Johann Georg II., ernannt, die den brandenburgischen Markgrafen Christian Ernst geheiratet hatte. Während eines Trauerbesuchs für seinen verstorbenen Vater in Dresden im Oktober 1662 traf Nester die Prinzessin und begann anschließend seinen Dienst in Bayreuth.
Nach seiner Entlassung aufgrund seiner Körperfülle beantragte Nester am 18. Mai 1678 beim sächsischen Kurfürsten ein Ruhegehalt, das die Hälfte der Bezüge eines Leibarztes betragen sollte. Er bot an, sich in Torgau niederzulassen, oder jeden anderen vom Kurfürsten bestimmten Ort, und wies darauf hin, dass er bereits lange Zeit die Ehefrau des Kurfürsten und dessen Tochter behandelt hatte. Der Kurfürst genehmigte sein Gesuch.
Johann Matthias Nester verstarb am 31. Januar 1679 in Schneeberg.

## Familie
Im Jahr 1650 heiratete Johann Matthias Nester Christiana Catharina Kirchbach. Aus dieser Ehe ging mindestens ein Sohn hervor, Johann Gottlieb Nester, der 1662 ein Trauergedicht für seinen Großvater Johann Nestor verfasste. Johann Gottlieb schlug eine akademische Laufbahn ein und disputierte am 27. Februar 1678 an der Universität Altdorf zu einem juristischen Thema.

## Werke
Nester veröffentlichte ein renommiertes Werk über die Ruhr im Jahr 1666, das aufgrund seines Erfolges 1676 in Bayreuth erneut gedruckt wurde. 1677 erschien sein Buch über die „Soldatenkrankheit“ und die Pest, wobei seine Schriften über die Pest in den Jahren 1666, 1676 und 1677 unter leicht veränderten Titeln herausgegeben wurden.